# Barrio Mendillo
Barrio Mendillo är en ort i Mexiko.   Den ligger i kommunen San Pedro Pochutla och delstaten Oaxaca, i den sydöstra delen av landet, 500 km sydost om huvudstaden Mexico City. Barrio Mendillo ligger 149 meter över havet och antalet invånare är 315.
Terrängen runt Barrio Mendillo är kuperad åt sydost, men åt nordväst är den platt.  Närmaste större samhälle är San Pedro Pochutla, 0,82 km öster om Barrio Mendillo. 